# 케메드

케메드의 국기

케메드가 위치한 지도

케메드(Khemed)는 틴틴의 대모험의 나오는 가상의 국가들 중 아랍의 토후국. 홍해 주변에 위치하고 있다. 벤 칼리시 에잡 국왕에 의해서 통치되고 있으며, 종교는 이슬람이다.